# 國家社會民主陣線
國家社會民主陣線，後更名為社會民主聯盟，是越南共和國的一個中間偏右的政黨。1969年至1975年期間為越南共和國的執政黨。

## 歷史
國家社會民主陣線的前身是阮文紹的於1967年成立的民主黨。民主黨曾推舉其主席阮文紹參加1967年越南共和國總統選舉，阮文紹成功當選。隨著越戰的爆發，民主黨決定建立一個反共主義政黨的聯盟。1969年，民主黨最終解散，改組為國家社會民主陣線，以阮文紹為主席、阮玉輝為總書記。受北越迫害逃往南方的天主教徒、軍人、越南國民黨、越南民主社會黨、新大越黨、大越革命黨、國家進步運動、越南人社革命黨、越南工農黨等黨派紛紛加入。
1971年，阮文紹在選舉中連任總統，該黨更名為社會民主聯盟。1975年西貢淪陷後，該黨許多成員及南越政府官員被北越處決，其餘人士逃離越南。國家社會民主陣線解散。
1981年，越南民主聯盟作為其後繼政黨，在美國加州成立，推舉阮玉輝為領袖。該組織現任主席為吳青海。

## 文化
- 《情報將軍和兩個妻子》（Vị tướng tình báo và hai bà vợ）：2002年電影，胡志明市電視電影製片廠。
- 《越南·東亞、三十五年的火風暴（1940-1975）》（Việt Nam - Đông Á, 35 năm bão lửa (1940-1975)）：2006年紀錄片，VABC公司。

### 文献
1. ↑  William J. Duiker. . University of British Columbia Press. : 89–90.

### 著作
- Hà Thúc Ký. Sống còn với Dân tộc. ?: Phương Nghi, 2009.